# Kanton Saint-Savin (Gironde)
Saint-Savin is een voormalig kanton van het Franse departement Gironde. Het kanton maakte deel uit van het arrondissement Blaye. Ingevolge het decreet van 20 februari 2014  werd het kanton opgeheven op 22 maart 2015 en werden de gemeenten opgenomen in het op die dag gevormde kanton Le Nord-Gironde.

## Gemeenten
Het kanton Saint-Savin omvatte de volgende gemeenten:
- Cavignac
- Cézac
- Civrac-de-Blaye
- Cubnezais
- Donnezac
- Générac
- Laruscade
- Marcenais
- Marsas
- Saint-Christoly-de-Blaye
- Saint-Girons-d'Aiguevives
- Saint-Mariens
- Saint-Savin (hoofdplaats)
- Saint-Vivien-de-Blaye
- Saint-Yzan-de-Soudiac
- Saugon